# Miericeaua, Gorj
Miericeaua este un sat în comuna Crușeț din județul Gorj, Oltenia, România.